# Campulipus suturalis
Campulipus suturalis är en skalbaggsart som beskrevs av Waterhouse 1885. Campulipus suturalis ingår i släktet Campulipus och familjen Cetoniidae. Inga underarter finns listade.